# Дир Лејк (округ Скулкил, Пенсилванија)
Дир Лејк (енгл. Deer Lake, Schuylkill County) град је у америчкој савезној држави Пенсилванија.

## Демографија
По попису из 2010. године број становника је 687, што је 159 (30,1%) становника више него 2000. године.
| Група             | 2000.       | 2010.       |
| Белци             | 518 (98,1%) | 663 (96,5%) |
| Афроамериканци    | 0 (0,0%)    | 4 (0,6%)    |
| Азијати           | 7 (1,3%)    | 7 (1,0%)    |
| Хиспаноамериканци | 1 (0,2%)    | 7 (1,0%)    |
| Укупно            | 528         | 687         |